# Characodon lateralis
Characodon lateralis е вид лъчеперка от семейство Goodeidae. Видът е застрашен от изчезване.

## Разпространение
Разпространен е в Мексико.

## Описание
На дължина достигат до 5,5 cm.